# Белиз
Бели́з (англ. Belize [bɛˈliːz]) — государство в Центральной Америке. До июня 1973 года носил название Брита́нский Гондура́с.
Граничит на севере с Мексикой и на западе с Гватемалой.
Восточное побережье Белиза омывается Карибским морем. Единственное из центральноамериканских государств без выхода к Тихому океану. Это одно из двух центральноамериканских государств, имеющих выход только к одному из океанов: другим таким государством является Сальвадор, который имеет выход только к Тихому океану.
Площадь страны — 22 966 км² (чуть больше Сальвадора), численность населения — 430 131 чел. (на 2021 год).

## Этимология
Происхождение названия Белиз окончательно не установлено. По одной из версий, это слово из языка майя be’lix, означающее «мутная вода» и применявшееся к названию реки Белиз. По другой версии, это название происходит от неправильного произношения конкистадорами имени пирата XVII века Питера Уоллеса. Возможно, что африканские рабы из Конго привезли это имя с собой, поскольку в Анголе также существует Белиз.

## География
Бо́льшую часть территории страны занимает низменная, местами заболоченная равнина со множеством озёр и лагун. На юге простираются горы Майя высотой до 1122 м. Это самая малонаселённая часть Белиза. Недра страны изучены слабо, ведутся поиски месторождений нефти.
Климат Белиза — тропический пассатный. Средняя месячная температура около 26° с незначительным изменением по сезонам. Северо-восточный пассат приносит много осадков. Количество их увеличивается с севера на юг от 1300 до 3500 мм в год. Сезон дождей длится с мая по июль, а засушливый период с января по май. Ураганы с Карибского моря, сопровождающиеся ливнями и наводнениями, приносят стране тяжёлые бедствия.
Около половины территории страны покрывают влажные тропические леса. На юго-западе и севере Белиза значительные площади заняты листопадными широколиственными и хвойными лесами. Вдоль побережья тянутся заросли мангров. Леса богаты ценными породами деревьев, из которых наибольшее хозяйственное значение имеют махагони и сосна.
Животный мир Белиза довольно разнообразен. Животный мир относится к Центральноамериканской провинции Неотропической зоогеографической области. Там обитают широконосые обезьяны, ягуары, броненосцы, крупные игуаны и другие животные. Очень много птиц, в том числе попугаев и колибри. Морские воды у берегов богаты рыбой, ракообразными и черепахами.

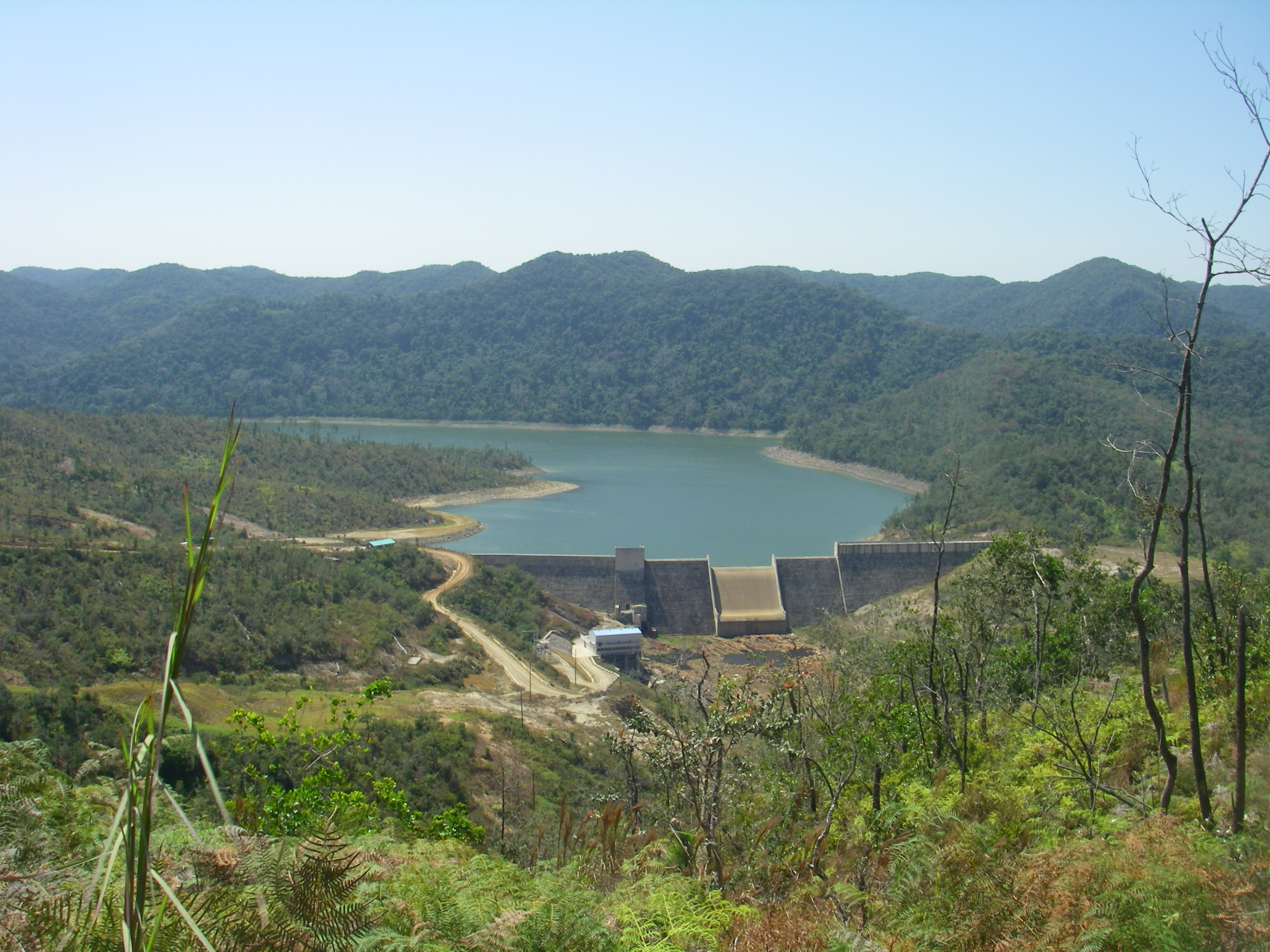
Плотина в округе Кайо

## История

### Древняя цивилизация майя

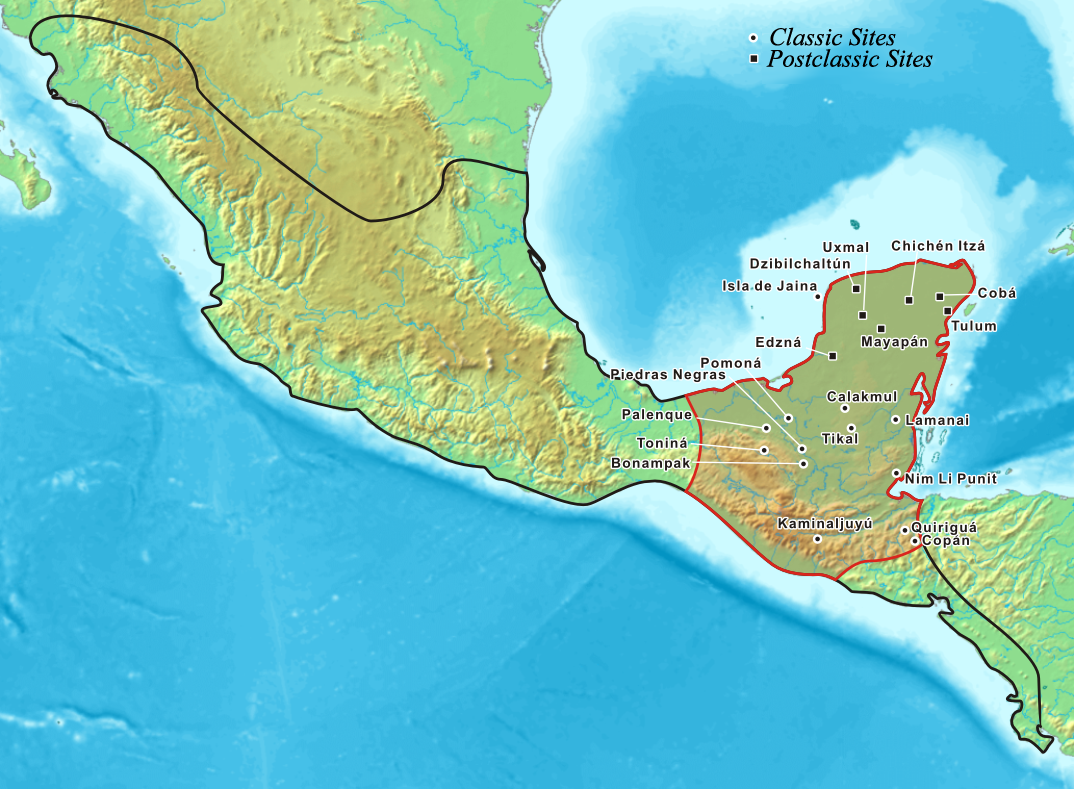
Распространение цивилизации майя

Цивилизация майя зародилась по меньшей мере три тысячи лет назад в низменной части полуострова Юкатан и горной местности на юге, что сейчас находится на территории нынешней юго-восточной Мексики, Гватемалы, в западной части Гондураса и Белиза. На сегодня многие проявления этой культуры сохранились в данном регионе, несмотря на почти 500 лет европейского господства. Примерно до 2500 года до н. э., некоторые охотничьи и земледельческие племена поселились здесь в небольших поселениях, что были заняты сельским хозяйством. Впоследствии они освоили такие культуры как кукуруза, фасоль, кабачки и перец чили. Большое разнообразие языков и субкультур способствовали формированию здесь культурного ядра майя. Пик этой цивилизации пришелся на классический период, начало которого датируется примерно 250 годом нашей эры.

### Доколониальный период
В прошлом почти всю западную часть территории нынешнего Белиза населяли индейцы майя. В поздний классический период цивилизации майя (к концу I тысячелетия н. э.) на территории современного государства Белиз проживало около 400 тыс. человек. Культура майя достигла расцвета к IX веку. В X веке почти все индейцы майя покинули этот регион и мигрировали на север полуострова Юкатан (юг современной Мексики).
В начале XVI века, когда здесь впервые высадились европейцы (испанцы), некоторые племена майя ещё обитали на прибрежных низменностях. Испанцы пытались проникнуть и во внутренние области Белиза, однако были вынуждены отказаться от этих намерений, встретив сильное противодействие майя.

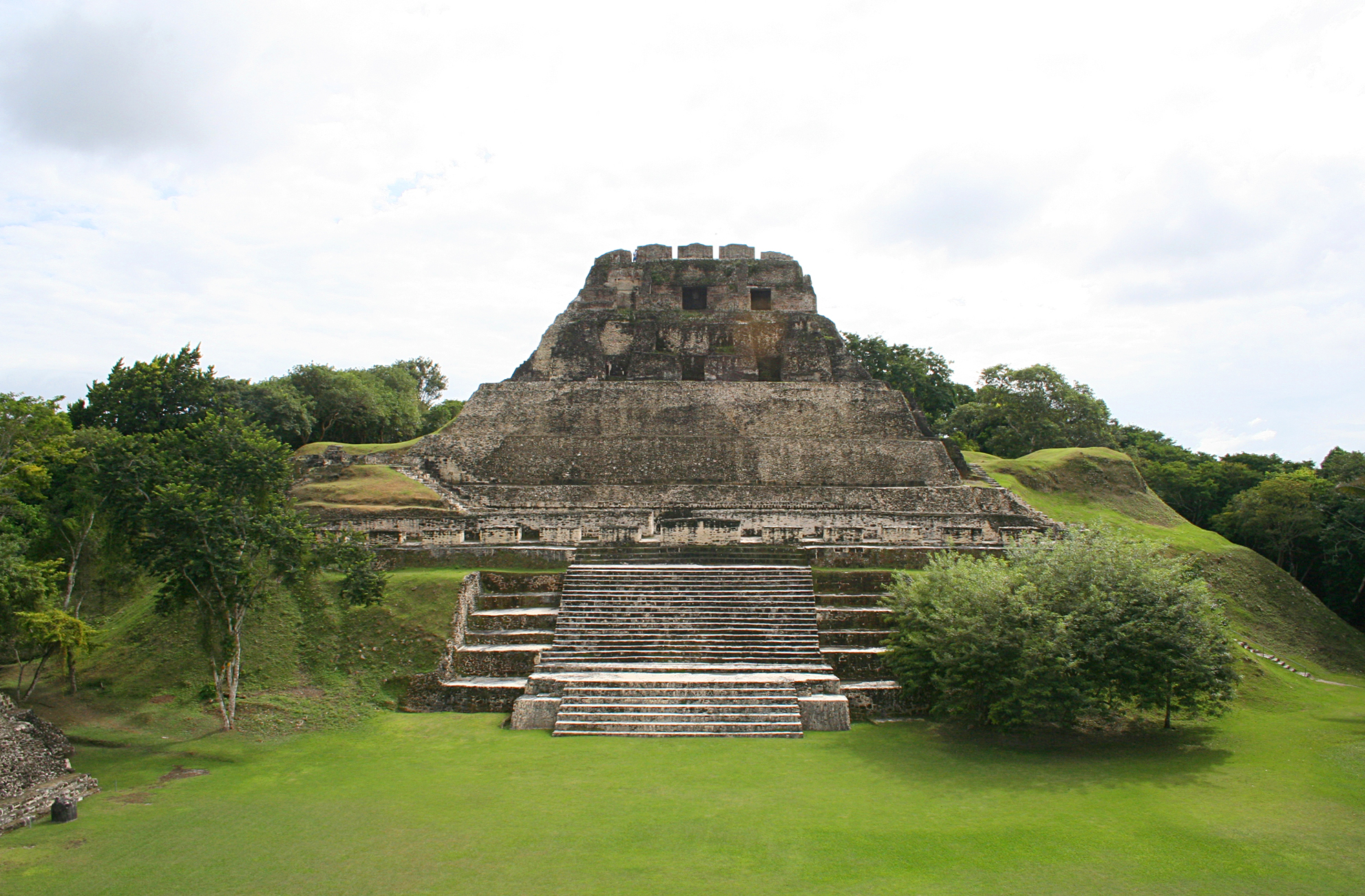
Шунантунич

После завоевания испанцами Центральной Америки (1509—1524 годы) северная часть современного Белиза была номинально включена в состав вице-королевства Новой Испании (Мексики), а южная — в состав генерал-капитанства Гватемала. Однако испанцы практически не занимались колонизацией этого глухого и почти безлюдного района, и туда стали проникать англичане.
Существовавшие в этом районе до прихода европейцев индейцы майя покинули обжитые места и переселились в горные районы на границе Гватемалы и современного Белиза. До конца XVII века в горах существовало майяское поселение Типу, неподконтрольное испанским колониальным властям. Окончательное покорение майя испанцами в регионе произошло в 1697 году.
Первыми на белизском побережье начали создавать поселения английские и шотландские пираты, нашедшие тут удобную базу для атак против испанских кораблей. Отсюда пираты совершали набеги на испанские колонии в южном Юкатане и опустошили их, прекратив испанский контроль над районом.

Физическая карта Белиза

### Колониальный период
Первая английская колония на берегу реки Белиз возникла в 1638 году. В середине XVII века были созданы и другие английские поселения. Позднее британские поселенцы занялись заготовками древесины кампешевого дерева, из которого извлекалось вещество, используемое при изготовлении красителей для тканей и имевшее большое значение для шерстопрядильной промышленности в Европе.
Основную массу английских поселенцев составляли пираты и колонисты с острова Ямайка, привозившие с собой рабов-африканцев для работ на лесозаготовках и плантациях. Уже к 1800 году африканцы по численности в четыре раза превосходили поселенцев европейского происхождения. К этому времени основной статьёй экспорта стало красное дерево, оттеснившее сандаловое дерево на второе место (такое положение сохранялось до 1950-х годов).
В XVIII веке испанцы неоднократно пытались силой оружия вытеснить англичан из Белиза, однако колонисты успешно отбили все нападения, что позволило поселенцам установить собственные законы и сформировать независимое от Англии правительство. В этот период местный орган законодательной власти — Народное собрание — контролировалось немногочисленными богатыми колонистами, которым принадлежала большая часть лесов и земель. Первое такое собрание было сформировано в 1738 году в результате выборов.
На протяжении XVII и XVIII веков Британия воздерживалась от официального провозглашения своего суверенитета над этим районом, опасаясь трений с Испанией.
В 1784 году британское правительство впервые назначило в Белиз своего официального представителя — суперинтенданта. Между Испанией и Британией в 1786 году была подписана конвенция, согласно которой территория современного Белиза официально находилась под испанским суверенитетом. При этом английские поселенцы имели право селиться на территории Белиза, заниматься там лесозаготовками, но не имели права строить укрепления, содержать вооружённые силы или создавать какую-либо форму самоуправления. Согласно этому соглашению Британия ликвидировала свою колонию Москито-Бэй на берегу Никарагуа. Около 2 тысяч поселенцев и их рабов оттуда перебралось в Белиз в 1787 году. Несмотря на соглашение, в колонии создавались крупные плантации, и продолжал существовать выборный магистрат. Крупные плантаторы не желали подчиняться британскому суперинтенданту, и колония продолжала оставаться полунезависимой.
В 1798 году испанцы попытались отбить Белиз и направили туда флот с 2000 солдат под руководством генерал-губернатора Юкатана. В результате боя, длившегося два с половиной часа, испанцы потерпели поражение.
В начале XIX века Великобритания попыталась установить более жёсткий административный контроль над поселениями в Белизе, требуя, в частности, под угрозой приостановки деятельности Народного собрания, соблюсти указания британского правительства об отмене рабства. Официально рабство было отменено в 1838 году.
С 1840 года англичане стали называть эту территорию Британским Гондурасом. В 1862 году Британия официально объявила Британский Гондурас своей колонией, а во главе администрации вместо суперинтенданта был поставлен вице-губернатор.
В начале XIX века население Британского Гондураса состояло в основном из креолов англо-негритянского происхождения и гарифуна (африкано-индейского происхождения), переселённых англичанами с островов Карибского моря, а также из англичан. Затем на территорию Белиза стали переселяться испано-индейские метисы и индейцы майя из Мексики и Гватемалы. Большое количество индейцев майя попало в Белиз в качестве беженцев в результате Войны каст, произошедшей на Юкатане в 1847—1852 годах. Позже британцы стали завозить в Белиз в качестве дешёвой рабочей силы индийцев, китайцев и других выходцев из Азии.
Во время экономического кризиса 1930-х годов экономика колонии оказалась на пороге краха в результате резкого падения в Великобритании спроса на лесоматериалы. К бедствиям, вызванным массовой безработицей, добавились последствия разрушительного урагана 1931 года. Экономическое положение колонии улучшилось во время Второй мировой войны, однако после войны экономика колонии снова оказалась в состоянии застоя.
В 1959 году в Белиз переселились несколько тысяч меннонитов (немцы и голландцы) из Канады.
В 1964 году колония получила внутреннее самоуправление, в 1973 переименована в Белиз.
Предоставление независимости Белизу Великобританией долгое время откладывалось из-за того, что в 1966 году Гватемала, президентом которой тогда был Хулио Сесар Мендес Монтенегро, провозгласила Белиз своим восточным департаментом и потребовала у Британии его «возвращения».

### Период независимости
21 сентября 1981 года Белиз получил независимость. При этом там оставался британский вооружённый контингент (1,5 тыс. чел.), пока в 1992 году Гватемала не объявила об отказе от своих притязаний на Белиз. Белиз — член ООН с 1981 года, член Организации американских государств с 1991 года, входит в Карибское сообщество и в международную организацию стран АКТ.
До 1970 года столицей был город Белиз, расположенный в устье реки Белиз на берегу Карибского моря. Этот самый крупный город страны неоднократно жестоко страдал от ураганов, сопровождавшихся сильнейшими наводнениями. После опустошительного урагана Хатти в 1961 году было принято решение о переносе столицы вглубь страны. В 1962 году правительство определилось с местом строительства новой столицы. В 1967 году в 80 км к юго-западу от Белиза началось строительство нового административного центра — города Бельмопана, который в 1970 году стал резиденцией национального правительства и столицей Белиза.

## Политическое устройство
Государственное устройство Белиза основывается на принципах парламентской демократии Вестминстерской системы.
Монархия, глава государства — король Великобритании, представленный генерал-губернатором.
Исполнительную власть осуществляет правительство, возглавляемое премьер-министром. Им становится лидер партии, получивший большинство на парламентских выборах, которые проходят раз в 5 лет.
Законодательная власть принадлежит двухпалатному Национальному собранию. Верхняя палата — Сенат (12 членов, назначаемых на 5-летний срок генерал-губернатором по рекомендации лидера правящей партии, лидера оппозиции, религиозных и общественных организаций). Нижняя — Палата Представителей (31 депутат, избираемых населением).
Политические партии:
- Объединённая Демократическая партия — консервативная, 25 мест в парламенте;
- Народная Объединённая партия — центристская, 6 мест.
- Не представлены в парламенте — Национальный Альянс за права белизцев, Национальная партия реформ, Народная Национальная партия и другие.

## Административное деление и города

Административное деление Белиза

Территория Белиза делится на 6 округов (англ. district).
| №     | Округ       | Админист- ративный центр | Территория, км² | Население, чел. (2010) | Плотность, чел./км² | Двухбуквенная аббревиатура | Трёхбуквенная аббревиатура |
| ----- | ----------- | ------------------------ | --------------- | ---------------------- | ------------------- | -------------------------- | -------------------------- |
| 1     | Белиз       | Белиз                    | 4307            | 89 247                 | 20,72               | BZ                         | BZD                        |
| 2     | Кайо        | Сан-Игнасио              | 5196            | 72 899                 | 14,03               | CY                         | CYO                        |
| 3     | Коросаль    | Коросаль                 | 1860            | 40 354                 | 21,70               | CZ                         | CZL                        |
| 4     | Ориндж-Уолк | Ориндж-Уолк              | 4636            | 45 419                 | 9,80                | OW                         | OWK                        |
| 5     | Станн-Крик  | Дангрига                 | 2554            | 32 166                 | 12,59               | SC                         | SCK                        |
| 6     | Толедо      | Пунта-Горда              | 4413            | 30 538                 | 6,92                | TO                         | TOL                        |
| Всего | Всего       |                          | 22 966          | 312 698                | 13,62               |                            |                            |

Округа далее делятся на 31 избирательный округ.

## Население

Возрастно-половая пирамида населения Белиза на 2017 год

Численность населения — 324,5 тыс. (перепись 2010; по оценке за 2023 год — 419,1 тыс.).
Годовой прирост — 1,61 % (фертильность — 2,59 рождений на женщину (оценка за 2023)).
Средняя продолжительность жизни — 76,08 лет (у мужчин — 74,49 года, у женщин — 77,75 лет (оценка 2023)).
Городское население — 46,6 % (в 2023 году).
Заражённость вирусом иммунодефицита (ВИЧ) — 2,1 % (оценка 2007 года).
Этно-расовый состав (по переписи 2010 года):

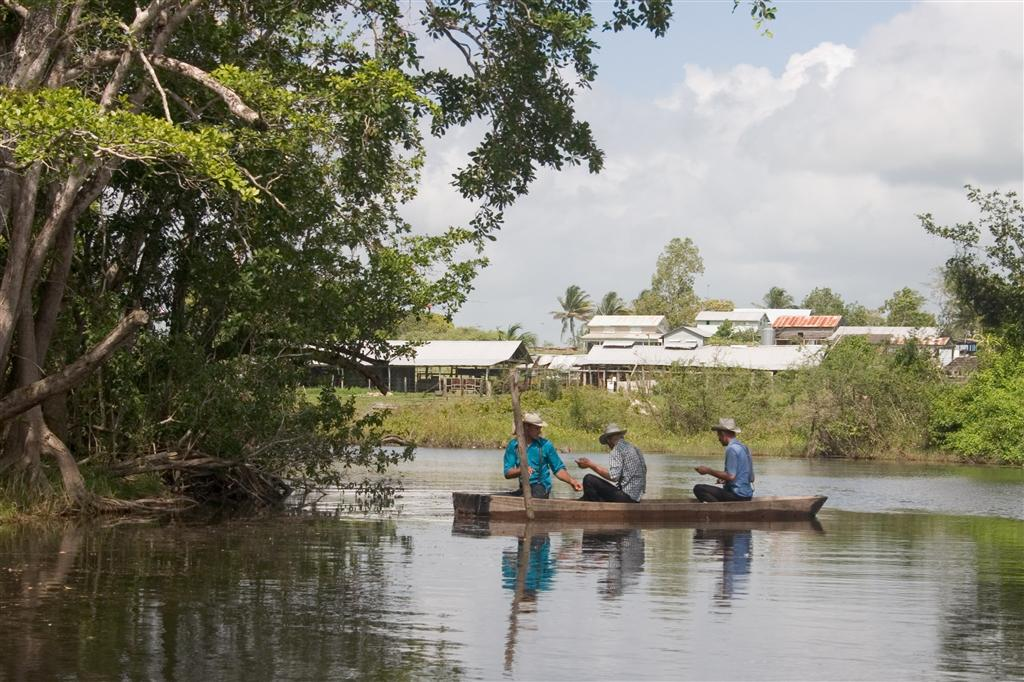
Меннониты в Белизе

- метисы (испано-индейского происхождения) — 150,9 тыс. 49,7 %,
- креолы (англо-африканского происхождения) — 64,2 тыс. 22,2 %,
- индейцы майя — 30,1 тыс. 9,9 %,
- гарифуна (афро-индейского происхождения) — 14 тыс. 4,6 %,
- белые (в основном немцы-меннониты) — 14 тыс. 4,6 %
- выходцы из Азии (индийцы, китайцы, арабы) — 10 тыс. 3,3 %
- смешанное население — 19 тыс. 6,2 %,
- прочие — 1,2 тыс. 0,4 %

Религии: католики 40,1 %, протестанты 31,5 % (пятидесятники из Ассамблеи Бога 8,4 %, адвентисты седьмого дня 5,4 %, англикане 4,7 %, меннониты 3,7 %, баптисты 3,6 %, методисты 2,9 %, назаряне 2,8 %), другие 10,5 %, атеисты 16,1 % (по переписи 2010 года). По статистике 2010 года Свидетели Иеговы составляют 1,7 % населения.

### Языки
Официальным языком Белиза является английский, большинство населения хорошо им владеет, однако только 4 % населения считает английский родным языком. Уровень грамотности населения составляет 70 %.
Белизский креольский язык является первым языком для 33 % белизцев. От 75 до 80 % населения знают этот язык.
Испанский язык распространён в Белизе с 1840 года, когда беженцы метисы прибыли в Белиз из Мексики. Это первый язык для 46 % белизцев, его хорошо знает большинство населения.
Майяские языки являются родными примерно для 9 % населения.
Гарифуна является родным языком примерно 3 % населения. В 2001 году ЮНЕСКО объявило язык гарифуна шедевром устного и нематериального культурного наследия.
В школах преподавание ведётся на английском языке, испанский изучают в начальной и средней школе. Двуязычие встречается очень часто.

## Культура
Культура Белиза восходит корнями к истокам индейцев-майя, чьи потомки до сих пор живут в стране. Самые крупные центры майя, сохранившиеся до наших дней находятся в Шунантуниче (на границе с Гватемалой), Алтун-Ха, Караколе, Куэйо, Ламанае и других местах. Эти древние культурные центры ещё не изучены до конца и представляют собой огромную ценность для историков и археологов. Ступенчатые пирамиды, огромные маски и рельефы на стенах храмов Ламаная, таинственный и живописный Лубаантун. В местечке Кахаль-Печ можно увидеть немало знаменитых «фальшивых арок» майя, составляющих одну из загадок и характерных черт архитектуры майя. Алтун-Ха, один самых крупных археологических центров страны, известен своими захоронениями, в которых были обнаружены изящные украшения из яшмы и морских раковин.
Также представляют интерес национальные парки и заповедники страны, среди которых единственный в мире заповедник ягуара.
В столице Белиза — городе Бельмопане находится Университет Белиза, интересные архитектурные здания банков, памятники, выставка «Арт-Бокс» и Городской музей, а также множество прекрасных парков.
Богата на достопримечательности и бывшая столица страны — Белиз. В Музее Белиза, расположенном в здании бывшей колониальной тюрьмы середины XVIII века, можно познакомиться с гончарным искусством майя. Морской музей рассказывает о развитии мореплавания, а Прибрежный Зональный музей демонстрирует уникальную экспозицию по экологии рифов. В городе также есть Национальный центр изделий кустарного промысла. В северной части города находится собор Св. Иоанна — старейшая англиканская церковь в Центральной Америке. Особое значение для города имеет маяк-монумент барона Блисса, знаменитого своими добрыми делами на этой земле.

## Экономика
Белиз — слаборазвитое аграрное государство, специализирующееся на международных услугах. Основная статья валютных доходов Белиза — туризм. За ним следует экспорт морепродуктов, цитрусовых, тростникового сахара, бананов, одежды. В 2006 году открыты месторождения нефти, уже в 2007 началась её добыча и экспорт. ВВП на душу населения в 2009 году — 8,3 тыс. долл (119-е место в мире). В сфере обслуживания занято 72 % работающих, в промышленности 18 %, в сельском хозяйстве 10 %.
Промышленность — производство одежды, пищевая, строительство, добыча нефти.
Сельское хозяйство — бананы, какао, цитрусовые, сахарный тростник; рыболовство, разведение креветок; лесозаготовки.
Белиз — международная оффшорная зона.

### Внешняя торговля
За 2017 год объём внешней торговли составил: экспорт $457,5 млн, импорт $845,9 млн, отрицательное сальдо внешней торговли $143 млн.
Основные экспортные товары: сахар, бананы, фруктовые соки, табачное сырьё, креветки, морепродукты, сырая нефть. Главные покупатели: Великобритания 33,9 %, США 22 %, Ямайка 6,7 %, Италия 6,4 %, Барбадос 5,9 %, Ирландия 5,5 %, Нидерланды 4,3 %.
Основные импортные товары: нефтепродукты, сигареты и сигары, машины и оборудование, в том числе транспортные средства, химикаты, потребительские товары. Главные поставщики: США 35,6 %, Мексика 11,2 %, Китай 11,2 %, Гватемала 6,9 %.
Внешний долг — 1,315 млрд долл. (в 2017).

## Вооружённые силы
Военный бюджет $19 млн. (по состоянию на 2005 год). Регулярные вооружённые силы составляют 1,05 тыс. чел. Комплектование — на добровольной основе. Резерв 700 чел. Мобилизационные ресурсы 68,5 тыс. чел., в том числе годных к военной службе 40,6 тыс.
Сухопутные войска составляют 1,05 тыс. чел., 3 пб, группа поддержки, 3 роты резерва. Вооружение: 6 минометов калибра 81 мм, 8 безоткатных орудий «Карл Густав».
Военно-воздушные силы представлены авиационным крылом, входящим в состав Сухопутных Войск. Самолёты: 2 лёгких патрульных самолёта BN-2B, 1 учебный самолёт Cessna 182,
1 транспортный самолёт Т-67-200.
Морские силы обороны (в составе Сухопутных Войск): 50 чел., 3 ПКА, 9 катеров, 3 ДКА.